# Justicia rhodoides
Justicia rhodoides är en akantusväxtart som beskrevs av Emery Clarence Leonard. Justicia rhodoides ingår i släktet Justicia och familjen akantusväxter. Inga underarter finns listade i Catalogue of Life.